# リヨン・ブロトー駅
リヨン・ブロトー駅（リヨン・ブロトーえき、フランス語: Gare de Lyon-Brotteaux）は、かつてフランスのリヨンにあったフランス国鉄（SNCF）の駅である。数100メートル南の場所に、新しくリヨン・パール＝デュー駅が旅客駅として開業したため、1983年6月13日に廃駅となった。
本記事では、現在でも使用されているメトロB線のブロトー駅（Brotteaux）についても掲載する。

## 概要
1858年に開業した、リヨンで最初の鉄道駅である。1905年に再建され、現在の駅舎が建設された。パリから地中海へ向かう鉄道（PLM）上に位置していたため、リヨン・ペラーシュ駅と並ぶリヨンの主要駅となっていた。1981年にTGVが開通するも、駅が小さすぎて拡張する必要が生じた。そのため、1983年6月13日より、数100メートル南の場所に、新しくリヨン・パール＝デュー駅が旅客駅として開業し、本駅は役目を終えた。
建物は現在も残され、1982年5月7日より歴史的記念物の称号を与えられている。

## メトロ駅
ブロトー駅（ブロトーえき、フランス語: Brotteaux）は、フランスのリヨンにあるリヨン・メトロの駅である。SNCF旧リヨン・ブロトー駅の目の前、ジュール＝フェリー広場に位置する。1978年のB線開通時に開業した。